# Весна Пемова
Весна Пемова (на македонска литературна норма: Весна Пемова) е лекарка и политик от Северна Македония.

## Биография
Родена е на 5 ноември 1960 година в град Кавадарци, тогава в Социалистическа федеративна република Югославия. Завършва медицина в Скопския университет и е специалистка по дерматовенерология.
В 2011 година е избрана за депутат от ВМРО – Демократическа партия за македонско национално единство в Събранието на Република Македония. В 2014 и 2016 година отново е избрана за депутат.